# تحلل بيئي

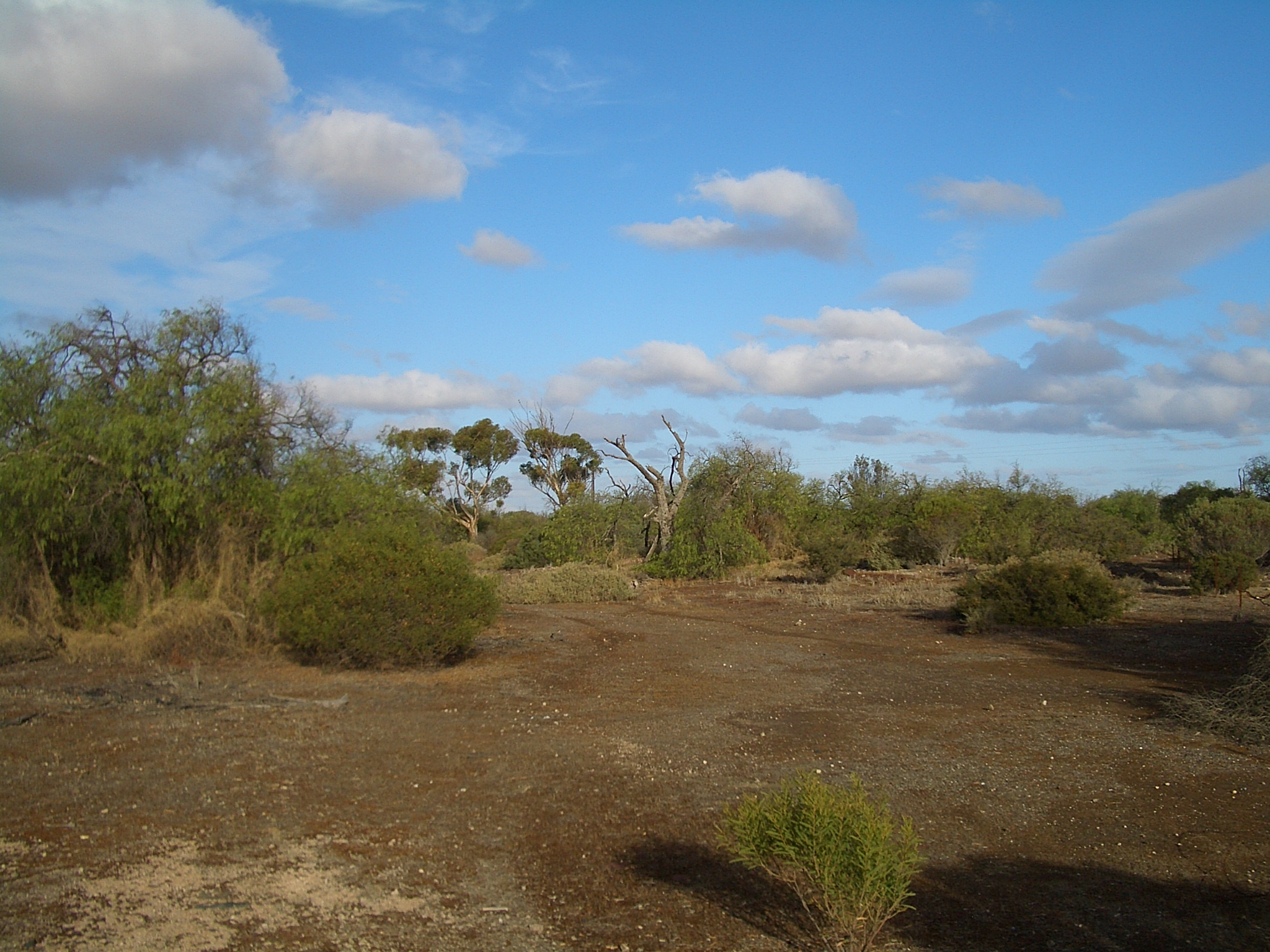
أكثر من ثمانين عاما بعد التخلي عن منجم والارو في بلدة كادينا جنوب أستراليا ، والطحالب هي الغطاء النباتي الوحيد في بعض الأماكن في هذا الموقع.

الانحلال البيئي (بالإنجليزية: Environmental degradation)‏ هو تدهور للبيئة من خلال استنزاف الموارد مثل الهواء والماء والتربة ، بمعنى آخر تدمير النظم الإيكولوجية وانقراض الحياة البرية.
أو هو تدهور البيئة من خلال استنزاف الموارد مثل نوعية الهواء والماء والتربة؛ تدمير النظم البيئية. تدمير الموائل انقراض الحياة البرية. والتلوث. يتم تعريفه على أنه أي تغيير أو اضطراب في البيئة يُنظر إليه على أنه ضار أو غير مرغوب فيه.
الانحلال البيئي هو أحد التهديدات العشرة التي حذرها المجلس رفيع المستوى بشأن التهديدات والتحديات والتغيير في الأمم المتحدة. تُعرِّف استراتيجية الأمم المتحدة الدولية للحد من الكوارث التدهور البيئي بأنه «تقليص قدرة البيئة على تلبية الأهداف والاحتياجات الاجتماعية والبيئية». يأتي التدهور البيئي في أنواع عديدة. عندما يتم تدمير الموائل الطبيعية أو استنفاد الموارد الطبيعية، تتدهور البيئة. وتشمل الجهود المبذولة لمواجهة هذه المشكلة حماية البيئة وإدارة الموارد البيئية

## تهديده لللإنسان
التغير البيئي وصحة الإنسان، هو فصل في تقرير «الموارد العالمية» يوصف كيفية الوقاية من الأمراض والوفيات المبكرة التي لا تزال تحدث بأعداد كبيرة جدا .
إذا أحدثت تحسينات جمة في الصحة البشرية، فان ملايين الناس سيعيشون لمدة أطول وحياة أكثر صحة من أي وقت مضى.
في المناطق الأكثر فقرا من العالم يقدر بان كل واحد من خمسة أطفال لن يعيش ليحتفل بعيد ميلاده الخامس، وذلك أساسا بسبب الأمراض المتصلة بالبيئة.
أحد عشر مليون طفل يموتون سنويا في جميع أنحاء العالم، وهو ما يعادل مجموع سكان النرويج وسويسرا ، ومعظمها بسبب الملاريا والتهابات الجهاز التنفسي الحادة و الإسهال وهي أمراض يمكن بشكل كبير الوقاية منها .

## فقدان التنوع البيولوجي

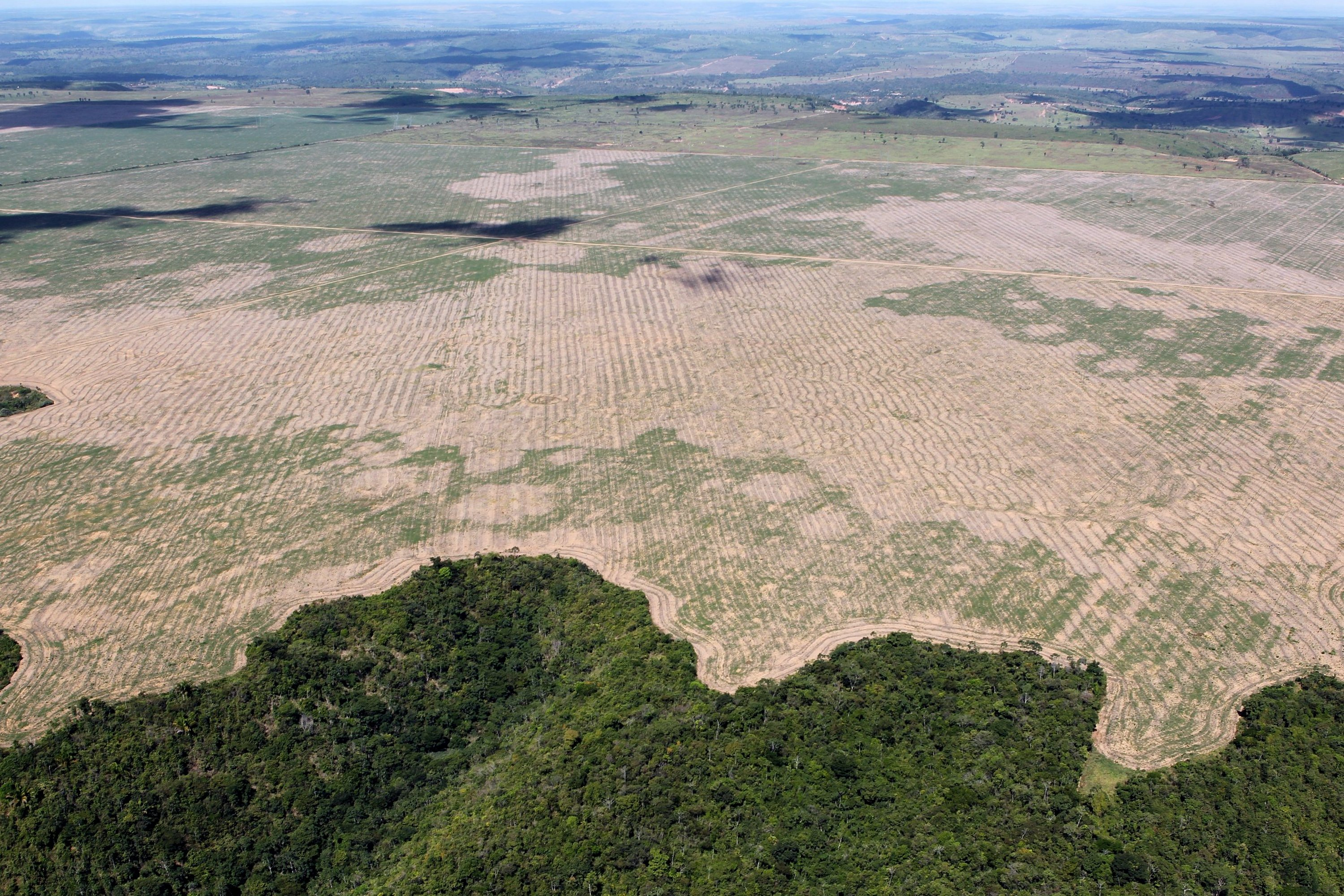
إزالة الغابات من غابات الأمازون المطيرة في ولاية مارانهاو البرازيلية، 2016

يؤكد العلماء أن النشاط البشري دفع الأرض إلى الانقراض الجماعي السادس . يُعزى فقدان التنوع البيولوجي بشكل خاص إلى الزيادة السكانية البشرية ، والنمو السكاني المستمر ، والاستهلاك المفرط للموارد الطبيعية من قبل أثرياء العالم. وجد تقرير صدر عام 2020 عن الصندوق العالمي للحياة البرية أن النشاط البشري، وتحديداً الاستهلاك المفرط والنمو السكاني والزراعة المكثفة، دمر 68٪ من الحيوانات البرية الفقارية منذ عام 1970. يفترض تقرير التقييم العالمي للتنوع البيولوجي وخدمات النظم البيئية، الذي نشره المنبر الدولي التابع للأمم المتحدة في عام 2019، أن ما يقرب من مليون نوع من النباتات والحيوانات تواجه الانقراض من أسباب بشرية، مثل التوسع في استخدام الأراضي البشرية للزراعة الصناعية وتربية الماشية ، إلى جانب الصيد الجائر .
منذ إنشاء الزراعة منذ أكثر من 11000 عام، قام البشر بتغيير ما يقرب من 70 ٪ من سطح الأرض، مع انخفاض الكتلة الحيوية العالمية للغطاء النباتي بمقدار النصف، وشهدت مجتمعات الحيوانات البرية انخفاضًا في التنوع البيولوجي بنسبة تزيد عن 20 ٪ في المتوسط. تشير دراسة أجريت عام 2021 إلى أن 3٪ فقط من سطح الأرض للكوكب سليم بيئيًا وحيوانيًا، مما يعني المناطق التي بها مجموعات صحية من أنواع الحيوانات المحلية وبصمة بشرية قليلة أو معدومة. كان العديد من هذه النظم البيئية السليمة في مناطق مأهولة بالسكان الأصليين.
وقد أثارت تداعيات هذه الخسائر على سبل عيش البشر ورفاههم مخاوف جدية. فيما يتعلق بقطاع الزراعة على سبيل المثال، فإن حالة التنوع البيولوجي للأغذية والزراعة في العالم، التي نشرتها منظمة الأغذية والزراعة للأمم المتحدة في عام 2019 ،  تنص على أن «البلدان أبلغت عن أن العديد من الأنواع تساهم في النظام البيئي الحيوي الخدمات، بما في ذلك الملقحات، والأعداء الطبيعيين للآفات، وكائنات التربة وأنواع الأغذية البرية، آخذة في التدهور نتيجة لتدمير وتدهور الموائل، والاستغلال المفرط، والتلوث والتهديدات الأخرى»وأن النظم البيئية الرئيسية التي تقدم العديد من الخدمات الأساسية الأغذية والزراعة، بما في ذلك إمدادات المياه العذبة والحماية من المخاطر وتوفير الموائل لأنواع مثل الأسماك والملقحات، آخذة في الانخفاض.

## تدهور المياه

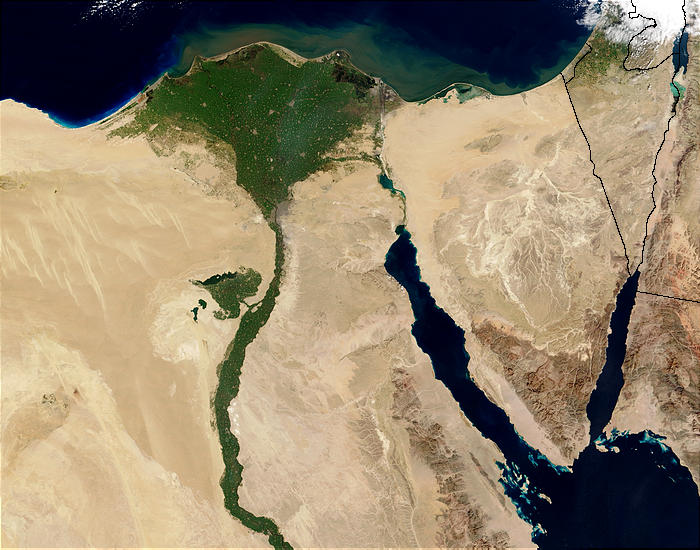
إن تحرك إثيوبيا لملء خزان سد النهضة الإثيوبي الكبير يمكن أن يقلل من تدفق النيل بنسبة تصل إلى 25٪ ويدمر الأراضي الزراعية المصرية.

أحد المكونات الرئيسية للتدهور البيئي هو استنفاد موارد المياه العذبة على الأرض. ما يقرب من 2.5٪ فقط من كل المياه الموجودة على الأرض هي مياه عذبة، والباقي مياه مالحة . يتم تجميد 69٪ من المياه العذبة في أغطية جليدية تقع في القارة القطبية الجنوبية وجرينلاند، لذا فإن 30٪ فقط من 2.5٪ من المياه العذبة متاحة للاستهلاك. تعتبر المياه العذبة موردًا مهمًا للغاية، لأن الحياة على الأرض تعتمد في النهاية عليها. تنقل المياه المغذيات والمعادن والمواد الكيميائية داخل المحيط الحيوي إلى جميع أشكال الحياة، وتدعم النباتات والحيوانات على حد سواء، وتشكل سطح الأرض عن طريق النقل وترسيب المواد.
تمثل الاستخدامات الثلاثة الأولى الحالية للمياه العذبة 95٪ من استهلاكها ؛ يستخدم ما يقرب من 85 ٪ لري الأراضي الزراعية وملاعب الجولف والحدائق، ويستخدم 6 ٪ للأغراض المنزلية مثل استخدامات الاستحمام الداخلية واستخدام الحدائق والعشب في الهواء الطلق، ويستخدم 4 ٪ للأغراض الصناعية مثل المعالجة والغسيل والتبريد في مراكز التصنيع. تشير التقديرات إلى أن واحدًا من كل ثلاثة أشخاص في جميع أنحاء العالم يواجه بالفعل نقصًا في المياه، ويعيش ما يقرب من خمس سكان العالم في مناطق تعاني من ندرة المياه المادية ، ويعيش ما يقرب من ربع سكان العالم في دولة نامية تفتقر إلى البنية التحتية اللازمة لاستخدام المياه من الأنهار وطبقات المياه الجوفية المتاحة. ندرة المياه مشكلة متزايدة بسبب العديد من القضايا المتوقعة في المستقبل بما في ذلك النمو السكاني، وزيادة التحضر ، وارتفاع مستويات المعيشة ، وتغير المناخ.

## تغير المناخ ودرجة الحرارة
يؤثر تغير المناخ على إمدادات المياه على الأرض بعدد كبير من الطرق. من المتوقع أن يرتفع متوسط درجة الحرارة العالمية في السنوات القادمة بسبب عدد من العوامل التي تؤثر على المناخ. كمية ثاني أكسيد الكربون في الغلاف الجوي (CO 2) سوف ترتفع، وكلا من هذه ستؤثر على الموارد المائية؛ يعتمد التبخر بشدة على درجة الحرارة والرطوبة التي يمكن أن تؤثر في النهاية على كمية المياه المتاحة لتجديد إمدادات المياه الجوفية.
النتح من النباتات يمكن أن تتأثر ارتفاعا في الغلاف الجوي CO 2، والتي يمكن أن تقلل استخدامهم للمياه، ولكن يمكن أيضا زيادة استخدامهم للمياه من زيادات محتملة من مساحة الورقة. يمكن أن يؤدي ارتفاع درجة الحرارة إلى تقليل موسم الثلوج في الشتاء وزيادة شدة ذوبان الجليد مما يؤدي إلى ذروة الجريان السطحي، مما يؤثر على رطوبة التربة ومخاطر الفيضانات والجفاف، وقدرات التخزين حسب المنطقة.
تؤدي درجات الحرارة الشتوية الأكثر دفئًا إلى انخفاض في الجليد ، مما قد يؤدي إلى تناقص موارد المياه خلال فصل الصيف. هذا مهم بشكل خاص في خطوط العرض الوسطى وفي المناطق الجبلية التي تعتمد على جريان الأنهار الجليدية لتجديد أنظمة الأنهار وإمدادات المياه الجوفية، مما يجعل هذه المناطق معرضة بشكل متزايد لنقص المياه بمرور الوقت ؛ ستؤدي الزيادة في درجة الحرارة في البداية إلى ارتفاع سريع في ذوبان المياه من الأنهار الجليدية في الصيف، يليه تراجع في الأنهار الجليدية وانخفاض في الذوبان وبالتالي إمدادات المياه كل عام حيث يصبح حجم هذه الأنهار الجليدية أصغر وأصغر.
يؤدي التمدد الحراري للمياه وزيادة ذوبان الأنهار الجليدية المحيطية نتيجة ارتفاع درجة الحرارة إلى ارتفاع مستوى سطح البحر. يمكن أن يؤثر ذلك على إمدادات المياه العذبة للمناطق الساحلية أيضًا. عندما يتم دفع مصبات الأنهار والدلتا ذات الملوحة العالية إلى الداخل، يؤدي تسرب المياه المالحة إلى زيادة الملوحة في الخزانات وخزانات المياه الجوفية. قد يكون ارتفاع مستوى سطح البحر ناتجًا أيضًا عن استنفاد المياه الجوفية،  حيث يمكن أن يؤثر تغير المناخ على الدورة الهيدرولوجية بعدة طرق. يؤدي التوزيع غير المتكافئ لدرجات الحرارة المتزايدة وزيادة هطول الأمطار حول العالم إلى حدوث فوائض وعجز في المياه،  ولكن يشير الانخفاض العالمي في المياه الجوفية إلى ارتفاع مستوى سطح البحر، حتى بعد احتساب المياه الذائبة والتوسع الحراري،  والتي يمكن أن توفر ردود فعل إيجابية للمشاكل التي يسببها ارتفاع مستوى سطح البحر لإمدادات المياه العذبة.
يؤدي ارتفاع درجة حرارة الهواء إلى ارتفاع درجة حرارة الماء، وهو أمر مهم أيضًا في تدهور المياه حيث يصبح الماء أكثر عرضة للنمو البكتيري . يمكن أن تؤثر الزيادة في درجة حرارة الماء أيضًا على النظم البيئية بشكل كبير بسبب حساسية الأنواع لدرجات الحرارة، وأيضًا عن طريق إحداث تغييرات في جسم نظام التنقية الذاتية للمياه من انخفاض كميات الأكسجين المذاب في الماء بسبب ارتفاع درجة الحرارة.

## تغير المناخ وهطول الأمطار
من المتوقع أيضًا أن يرتبط ارتفاع درجات الحرارة العالمية بزيادة في هطول الأمطار العالمي ولكن بسبب زيادة الجريان السطحي والفيضانات وزيادة معدلات تآكل التربة والحركة الجماعية للأراضي، فمن المحتمل حدوث انخفاض في جودة المياه ، لأنه في حين أن المياه ستحمل المزيد المغذيات سوف تحمل أيضًا المزيد من الملوثات. في حين أن معظم الاهتمام بشأن تغير المناخ موجه نحو الاحتباس الحراري وتأثيرات الاحتباس الحراري ، فمن المحتمل أن تكون بعض أشد تأثيرات تغير المناخ من التغيرات في هطول الأمطار، والتبخر ، والجريان السطحي، ورطوبة التربة. من المتوقع عمومًا أن يزداد التهطال العالمي في المتوسط، مع زيادة بعض المناطق وبعض الانخفاضات.
تُظهر النماذج المناخية أنه في حين أن بعض المناطق يجب أن تتوقع زيادة في هطول الأمطار،  كما هو الحال في المناطق الاستوائية وخطوط العرض الأعلى، فمن المتوقع أن تشهد مناطق أخرى انخفاضًا، مثل المناطق شبه الاستوائية. سيؤدي هذا في النهاية إلى اختلاف في خطوط العرض في توزيع المياه. من المتوقع أيضًا أن تتلقى المناطق التي تتلقى مزيدًا من الأمطار هذه الزيادة خلال فصل الشتاء وتصبح أكثر جفافًا خلال فصل الصيف،  مما يؤدي إلى مزيد من التباين في توزيع هطول الأمطار. بطبيعة الحال، فإن توزيع هطول الأمطار عبر الكوكب متفاوت للغاية، مما يتسبب في تغيرات مستمرة في توافر المياه في المواقع المعنية.
تؤثر التغييرات في هطول الأمطار على توقيت وحجم الفيضانات والجفاف، وعمليات الجريان السطحي، وتغيير معدلات إعادة تغذية المياه الجوفية. سوف تتأثر أنماط الغطاء النباتي ومعدلات النمو بشكل مباشر بالتغيرات في كمية وتوزيع هطول الأمطار، والتي بدورها ستؤثر على الزراعة وكذلك النظم البيئية الطبيعية. سيؤدي انخفاض هطول الأمطار إلى حرمان المناطق من المياه مما يؤدي إلى انخفاض منسوب المياه وخزانات الأراضي الرطبة والأنهار والبحيرات. بالإضافة إلى ذلك، ستحدث زيادة محتملة في التبخر والتبخر، اعتمادًا على الارتفاع المصاحب في درجة الحرارة. سيتم استنفاد احتياطيات المياه الجوفية، وستكون المياه المتبقية أكثر احتمالًا لكونها ذات نوعية رديئة من المياه المالحة أو الملوثات على سطح الأرض.

### النمو السكاني

رسم بياني للسكان البشريين من 10000 قبل الميلاد إلى 2000 م. إنه يظهر ارتفاعًا هائلاً في عدد سكان العالم منذ نهاية القرن السابع عشر.

يتوسع عدد السكان على الأرض بسرعة، وهو ما يعد، إلى جانب النمو الاقتصادي السريع، السبب الرئيسي لتدهور البيئة. إن شهية البشرية للموارد تقوض التوازن الطبيعي للبيئة. تقوم الصناعات الإنتاجية بصرف الدخان في الغلاف الجوي وتفريغ المواد الكيميائية التي تلوث موارد المياه. يشمل الدخان غازات ضارة مثل أول أكسيد الكربون وثاني أكسيد الكبريت. تشكل المستويات العالية من التلوث في الغلاف الجوي طبقات يتم امتصاصها في النهاية في الغلاف الجوي. لقد أحدثت المركبات العضوية مثل مركبات الكربون الكلورية فلورية (CFCs) فتحة في طبقة الأوزون، والتي تسمح بمستويات أعلى من الأشعة فوق البنفسجية، مما يعرض العالم للخطر.
كما أن المياه العذبة المتاحة التي تتأثر بالمناخ تتعرض لضغوط كبيرة على مستوى سكان العالم الذين يتزايد عددهم باستمرار. تشير التقديرات إلى أن ما يقرب من ربع سكان العالم يعيشون في منطقة تستخدم أكثر من 20٪ من إمدادات المياه المتجددة الخاصة بهم ؛ سيرتفع استخدام المياه مع ارتفاع عدد السكان بينما تتفاقم إمدادات المياه أيضًا بسبب انخفاض تدفق مجاري المياه والمياه الجوفية الناجم عن تغير المناخ. على الرغم من أن بعض المناطق قد تشهد زيادة في إمدادات المياه العذبة من التوزيع غير المتكافئ لزيادة هطول الأمطار، فمن المتوقع زيادة استخدام إمدادات المياه.
زيادة عدد السكان تعني زيادة السحب من إمدادات المياه للاستخدامات المنزلية والزراعية والصناعية، وأكبرها الزراعة،  ويُعتقد أنها المحرك الرئيسي غير المناخي للتغير البيئي وتدهور المياه. من المحتمل أن تكون السنوات الخمسون القادمة هي الفترة الأخيرة للتوسع الزراعي السريع، لكن السكان الأكبر والأكثر ثراءً خلال هذا الوقت سوف يتطلب المزيد من الزراعة.
ترافق الزيادة السكانية على مدى العقدين الماضيين، على الأقل في الولايات المتحدة، مع تحول إلى زيادة في المناطق الحضرية من المناطق الريفية،  مما يركز الطلب على المياه في مناطق معينة، ويضع ضغطًا على إمدادات المياه العذبة من الملوثات الصناعية والبشرية. يتسبب التحضر في الاكتظاظ وظروف معيشية غير صحية بشكل متزايد، خاصة في البلدان النامية، مما يؤدي بدوره إلى تعريض عدد متزايد من الناس للأمراض. يعيش حوالي 79 ٪ من سكان العالم في البلدان النامية، التي تفتقر إلى إمكانية الوصول إلى المياه الصحية وأنظمة الصرف الصحي، مما يؤدي إلى زيادة الأمراض والوفيات بسبب المياه الملوثة وزيادة أعداد الحشرات الحاملة للأمراض.

### الزراعة

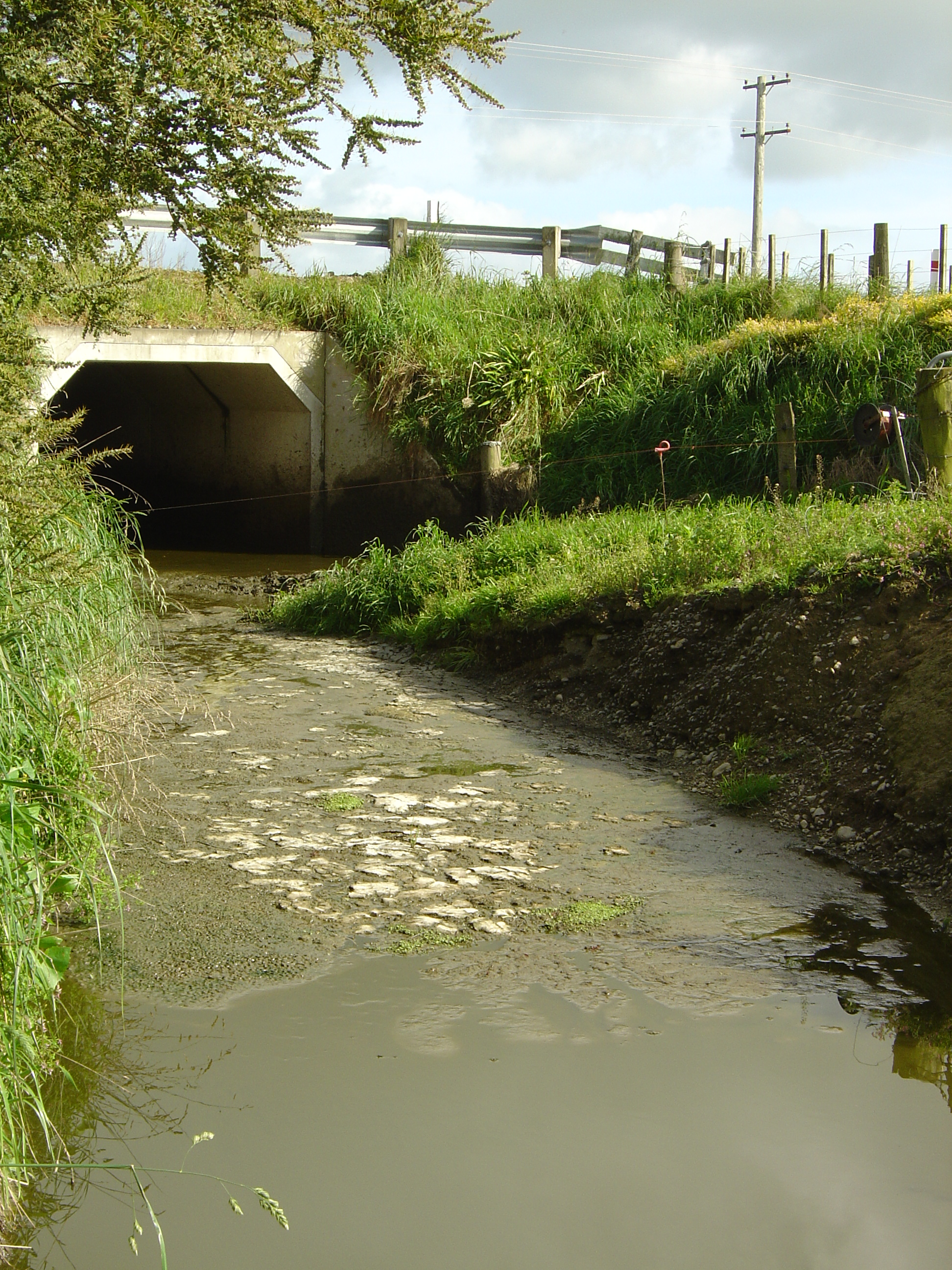
تلوث المياه بسبب مزارع الألبان في نيوزيلندا

تعتمد الزراعة على رطوبة التربة المتاحة، والتي تتأثر بشكل مباشر بديناميات المناخ، حيث يكون هطول الأمطار هو المدخل في هذا النظام والعمليات المختلفة التي تنتج، مثل التبخر، والجريان السطحي، والصرف، والتسرب إلى المياه الجوفية. التغيرات في المناخ، وخاصة التغيرات في هطول الأمطار والتبخر النتحي التي تنبأت بها النماذج المناخية، ستؤثر بشكل مباشر على رطوبة التربة، والجريان السطحي، وتغذية المياه الجوفية .
في المناطق التي ينخفض فيها هطول الأمطار كما تنبأت النماذج المناخية، قد تنخفض رطوبة التربة بشكل كبير. مع وضع هذا في الاعتبار، تحتاج الزراعة في معظم المناطق بالفعل إلى الري، مما يستنفد إمدادات المياه العذبة من خلال الاستخدام المادي للمياه وتدهور الزراعة الذي تسببه المياه. يؤدي الري إلى زيادة نسبة الأملاح والمغذيات في المناطق التي لا تتأثر عادة، كما يؤدي إلى إتلاف مجاري المياه والأنهار نتيجة الإضرار بالمياه وإزالتها. يدخل الأسمدة في مجاري نفايات الإنسان والماشية التي تدخل المياه الجوفية في نهاية المطاف، في حين أن النيتروجين والفوسفور والمواد الكيميائية الأخرى من الأسمدة يمكن أن تحمض التربة والمياه. قد تزداد بعض الطلبات الزراعية أكثر من غيرها مع تزايد ثراء سكان العالم، واللحوم هي إحدى السلع التي يُتوقع أن تضاعف الطلب العالمي على الغذاء بحلول عام 2050 ،  مما يؤثر بشكل مباشر على الإمداد العالمي بالمياه العذبة. تحتاج الأبقار إلى الماء للشرب، والمزيد إذا كانت درجة الحرارة مرتفعة والرطوبة منخفضة، وأكثر إذا كان نظام الإنتاج الذي تتبعه البقرة واسع النطاق، لأن العثور على الطعام يتطلب المزيد من الجهد. الماء ضروري لتجهيز اللحوم، وكذلك في إنتاج الأعلاف للماشية. يمكن أن يلوث السماد أجسام المياه العذبة والمسالخ، اعتمادًا على كيفية إدارتها بشكل جيد، ويساهم بالنفايات مثل الدم والدهون والشعر ومحتويات الجسم الأخرى في إمدادات المياه العذبة.
يثير نقل المياه من الزراعة إلى الاستخدام الحضري والضواحي مخاوف بشأن الاستدامة الزراعية، والتدهور الاجتماعي والاقتصادي الريفي، والأمن الغذائي، وزيادة بصمة الكربون من الأغذية المستوردة، وانخفاض ميزان التجارة الخارجية. يؤدي استنفاد المياه العذبة، كما هو مطبق في مناطق أكثر تحديدًا وسكانًا، إلى زيادة ندرة المياه العذبة بين السكان ، كما يجعل السكان عرضة للصراع الاقتصادي والاجتماعي والسياسي بعدة طرق ؛ يؤدي ارتفاع مستوى سطح البحر إلى الهجرة من المناطق الساحلية إلى مناطق أخرى أبعد من الداخل ، مما يدفع السكان إلى التقارب معًا ، مما يؤدي إلى اختراق الحدود والأنماط الجغرافية الأخرى ، ويؤدي الفوائض والعجز الزراعي الناجم عن توافر المياه إلى حدوث مشاكل تجارية واقتصاديات في مناطق معينة. يعتبر تغير المناخ سببًا مهمًا للهجرة غير الطوعية والتهجير القسري  وفقًا لمنظمة الأغذية والزراعة للأمم المتحدة ، فإن انبعاثات غازات الاحتباس الحراري العالمية من الزراعة الحيوانية تتجاوز انبعاثات النقل.

### إدارة المياه

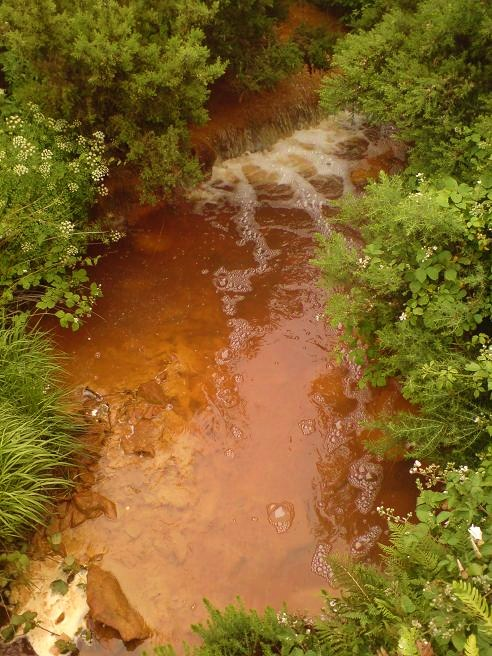
مجرى مائي في بلدة أملوش ، أنجلسي ملوث بفعل تصريف منجم حامض للنحاس من منجم النحاس السابق في جبل باريز القريب

أدت قضية نضوب المياه العذبة إلى زيادة الجهود في إدارة المياه. في حين أن أنظمة إدارة المياه غالبًا ما تكون مرنة ، إلا أن التكيف مع الظروف الهيدرولوجية الجديدة قد يكون مكلفًا للغاية. تعتبر الأساليب الوقائية ضرورية لتجنب التكاليف المرتفعة لعدم الكفاءة والحاجة إلى إعادة تأهيل إمدادات المياه ،  وقد تكون الابتكارات لتقليل الطلب العام مهمة في التخطيط لاستدامة المياه.
استندت أنظمة إمدادات المياه ، كما هي موجودة الآن ، إلى افتراضات المناخ الحالي ، وتم بناؤها لاستيعاب تدفقات الأنهار الحالية وترددات الفيضانات. يتم تشغيل الخزانات بناءً على السجلات الهيدرولوجية السابقة ، وأنظمة الري على درجات الحرارة التاريخية ، وتوافر المياه ، ومتطلبات المياه للمحاصيل ؛ قد لا تكون هذه دليلاً موثوقًا به للمستقبل. إن إعادة فحص التصاميم الهندسية والعمليات والتحسينات والتخطيط ، بالإضافة إلى إعادة تقييم المناهج القانونية والتقنية والاقتصادية لإدارة موارد المياه مهمة جدًا لمستقبل إدارة المياه استجابةً لتدهور المياه. نهج آخر هو خصخصة المياه . على الرغم من آثارها الاقتصادية والثقافية ، يمكن التحكم في جودة الخدمة والجودة الشاملة للمياه وتوزيعها بسهولة أكبر. العقلانية والاستدامة مناسبان ، ويتطلبان حدودًا للاستغلال المفرط والتلوث وجهودًا في الحفظ.

## روابط خارجية
- إيكولوجيا الأمراض المتزايدة النمو السكاني والتدهور البيئي
- التغير البيئي في كالاهاري: دراسات تدهور الأراضي المتكاملة لبيئات الأراضي الجافة الخالية من التوازن في سجلات رابطة الجغرافيين الأمريكيين
- التهديد الموجز اليومي العام: تدهور البيئة
- نقطة التركيز: يساهم التدهور البيئي في التهديدات الصحية في جميع أنحاء العالم نسخة محفوظة 3 مارس 2016 على موقع واي باك مشين.
- التدهور البيئي للمواد في النظم النووية - مفاعلات المياه
- ملازمان هيرندون وجيبون في البحرية الأمريكية أول المستكشفين في أمريكا الشمالية لوادي الأمازون ، للمؤرخ نورمان إي.كلار. تتم مقارنة التقارير الفعلية من المستكشفين بظروف حوض الأمازون الحالية.
- مؤشر التدهور البيئي لشركة Jha & Murthy (لـ 174 دولة)